# Aimone I di Tarantasia
Aimone I di Tarantasia, noto anche come Amizone (... – dopo il 996), è stato un nobile e arcivescovo borgognone.
Fu il primo arcivescovo di Tarantasia investito anche del potere temporale sui territori della propria diocesi.

## Nome
Il nome esatto di questo personaggio non è riportato allo stesso modo dalle varie fonti e l'ortografia dipende spesso dalle diverse traduzioni e trascrizioni che se ne sono fatte. Le forme che si trovano più spesso sono: Aimone (in latino Aimo) e Amizone (Amizo). Il nome è anche riportato come Anusio (Anusius), Amisone (Amiso), Anizone (Anizo) o Emmone (Emmo).

## Biografia
L'origine e la vita di questo arcivescovo sono sconosciute. Nel corso del 996, l'arcivescovo Aimone ricevette da Rodolfo III di Borgogna il comitatus sulla sua diocesi, cioè l'elevazione de «l'arcivescovado a contea, nella sua interezza e senza restrizioni o clausole», come sottolinea l'archivista Jacqueline Roubert. Aimone ottenne perciò l'honor, cioè i diritti e l'autorità di conte e al tempo stesso il territorio su cui esercitarli. Tale carta, il più antico documento conservato nell'Archivio Dipartimentale della Savoia, è denominata “carta di Rodolfo III”. L'atto fu redatto presso l'Abbazia di San Maurizio d'Agauno.
Rodolfo III donò all'arcivescovo e alla Chiesa di Tarantasia questa contea (denominata perciò "di Tarantasia") «come compensazione per lo spopolamento dei territori dell'arcivescovado causato dalle incursioni dei saraceni». Tuttavia il documento non specifica in nessun passaggio l'estensione di questo territorio. È probabile si trattasse in realtà solo di una parte minore della valle. Per il re questa concessione fu un mezzo per rafforzare i propri legami con la Chiesa e per avere al contempo un maggiore controllo sui propri possedimenti.